# Otto Lagerfeld

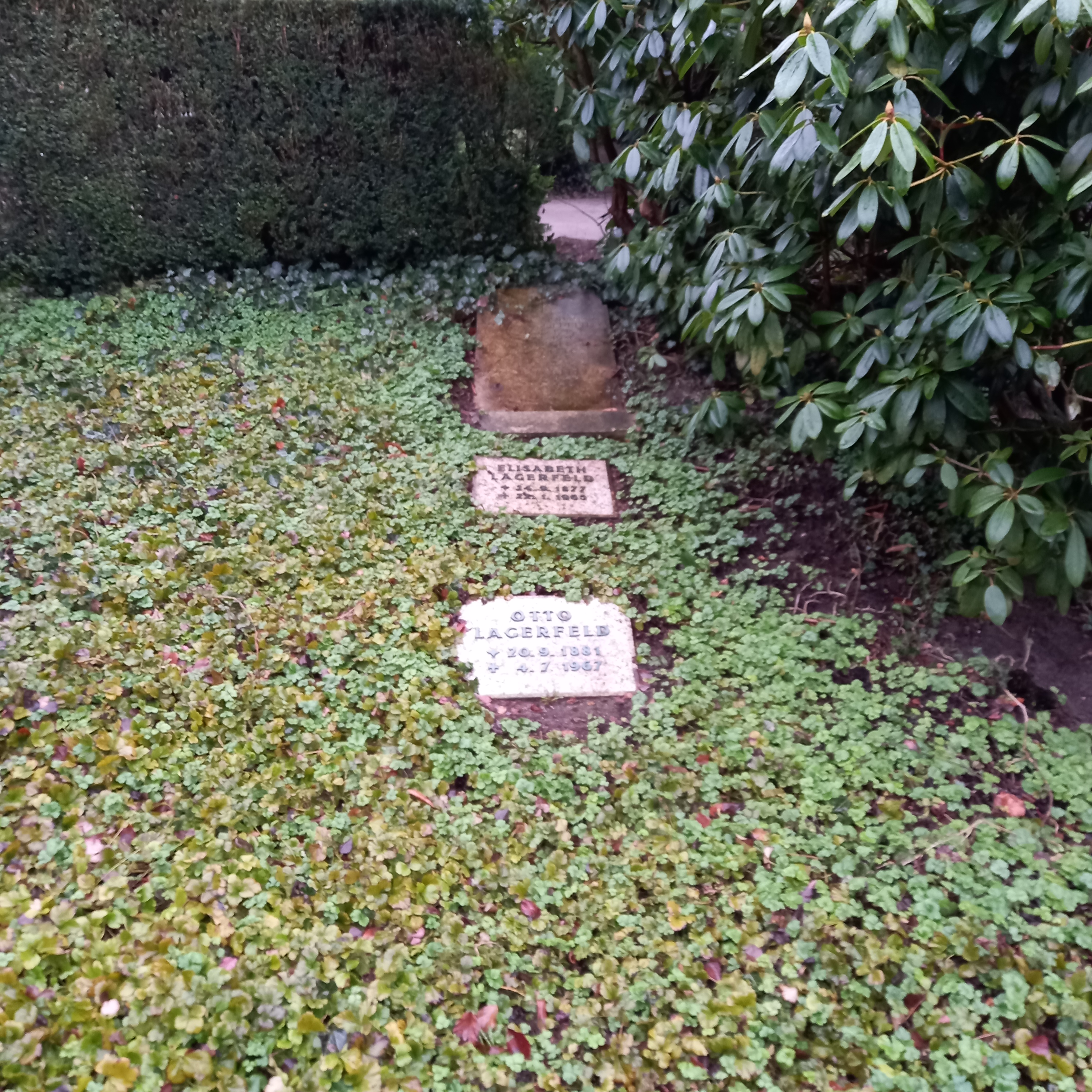
Das Grab von Otto Lagerfeld und seiner Ehefrau Elisabeth geborene Bahlmann auf dem Nienstedtener Friedhof in Hamburg

Otto Christian Ludwig Lagerfeld (* 20. September 1881 in Hamburg; † 4. Juli 1967 in Baden-Baden) war ein deutscher Unternehmer.

## Leben
Lagerfeld, Sohn des Weinhändlers Tönnies Johann Otto Lagerfeld (1845–22. Juni 1931), lernte in einem Hamburger Kaffee-Handelsunternehmen. Nach Ableistung seines Wehrdienstes wurde er 1902 durch die Hamburger Firma Van Dissel, Rode & Co nach Maracaibo in Venezuela entsandt und zog nach vorzeitiger Kündigung seines Vertrages nach San Francisco zu seinem Bruder.
Die US-amerikanische Carnation Company schickte ihn 1907 nach Wladiwostok, wo er für sie ein Geschäft für Dosenmilch unter der Marke „Gwosdika“ (Nelke) aufbaute. Nach Internierung in Werchojansk in Sibirien im Ersten Weltkrieg kehrte Otto Lagerfeld 1918 nach Hamburg zurück. 
1919 gründete er „Lagerfeld & Co“ zum Import von Carnation-Dosenmilch aus den USA. 1923 führte er eine eigene Marke unter dem Namen „Glücksklee“ ein – zusammen mit dem Eigenentwurf des charakteristischen rotweißen Etiketts mit dem grünen Kleeblatt. Die 1925 gegründete „Glücksklee Milchgesellschaft mbH“ mit Sitz in Hamburg war das erste deutsche Spezialunternehmen seiner Art. Mit Lagerfeld als Geschäftsführer wurde die „Glücksklee“-Milch zunächst importiert – seit 1926, vor allem wegen der steigenden Zollbelastung, wurde sie in einer eigenen Fabrik in Neustadt (Ostholstein) hergestellt. Bis 1938 wurden zwei weitere Werke in Waren (Mecklenburg) und Allenburg (Ostpreußen, Regierungsbezirk Königsberg, Kreis Wehlau) angegliedert.
Während des Zweiten Weltkriegs waren erhebliche Änderungen des Produktionsprogramms notwendig, weil zum einen die Herstellung von Dosenmilch wegen des Mangels an Weißblech eingestellt werden musste und zum anderen die Erzeugung von Milchpulver immer mehr an Bedeutung gewann. Nach Kriegsende gingen die Werke in Waren und Allenburg verloren, die in der SBZ und im deutschen Ostgebiet lagen. 
Von 1933 bis 1945 war Otto Lagerfeld Mitglied der NSDAP. Außerdem war er Mitglied der Organisationen Nationalsozialistische Volkswohlfahrt und Deutsche Arbeitsfront.
Lagerfeld leitete bis zu seinem Ausscheiden 1957 als Geschäftsführer den Wiederaufstieg der Glücksklee Milchgesellschaft mbH, die als führender deutscher Hersteller von Dosenmilch galt.
Nach Eintritt in den Ruhestand zog Lagerfeld 1960 mit seiner Frau nach Baden-Baden.

## Familie
Otto Lagerfeld (1881–1967) war seit 1922 in erster Ehe mit Theresia, geb. Feigl (1896–1922), verheiratet. Aus dieser Ehe stammte die Tochter Thea (1922–1997). Nach dem Tod seiner ersten Ehefrau heiratete er 1930 Elisabeth, geb. Bahlmann (1897–1978), eine Tochter Karl Bahlmanns. Aus der zweiten Ehe gingen eine Tochter (1931–2015) und der Modeschöpfer Karl Lagerfeld (1933–2019) hervor.